# Ribitol
Ribitol (adonitol) je kristalni pentozni alkohol formiran redukcijom riboze. On se prirodno javlja u biljci Adonis vernalis, kao i u ćelijskim zidovima Gram pozitivne bakterije (posebno kao ribitol fosfat u teihoinskim kiselinama). On takođe sačinjava deo strukture riboflavina.

## Literatura
1. ↑  Joanne Wixon; Douglas Kell (2000). „Website Review: The Kyoto Encyclopedia of Genes and Genomes — KEGG”. Yeast. 17 (1): 48—55. doi:10.1002/(SICI)1097-0061(200004)17:1<48::AID-YEA2>3.0.CO;2-H.
2. ↑   уреди
3. ↑  Evan E. Bolton; Yanli Wang; Paul A. Thiessen; Stephen H. Bryant (2008). „Chapter 12 PubChem: Integrated Platform of Small Molecules and Biological Activities”. Annual Reports in Computational Chemistry. 4: 217—241. doi:10.1016/S1574-1400(08)00012-1.
4. ↑  Bracha R, Chang M, Fiedler F, Glaser L (1978). „Biosynthesis of teichoic acids”. Methods Enzymol. 50: 387—40. PMID 661594.
5. ↑  David L. Nelson; Michael M. Cox (2005). Principles of Biochemistry (IV изд.). New York: W. H. Freeman. ISBN 0-7167-4339-6.

## Spoljašnje veze
- Bezbednosni MSDS podaci Архивирано на веб-сајту  (11. октобар 2007)
- Baza bioloških magnetno rezonantnih podataka